# L'Eau de framboise
L'Eau de framboise est une nouvelle d'Ivan Tourgueniev parue dans la revue russe Le Contemporain en 1848. La nouvelle fait partie du recueil Mémoires d'un chasseur. La traduction française du titre "малиновая вода" devrait être "L'eau argentine" (= au son argentin).

## Résumé
Le narrateur est contraint par la chaleur de suspendre sa journée de chasse. Il se rend à la source "Eau de framboise/de l'eau argentine". Il y rencontre Stiopouchkav et Brouillard, deux vieillards avec qui il se remémore les actions du défunt comte Pierre Ilitch, grand seigneur du XVIIIe siècle, ses excès et sa ruine.
Arrive Blaise, un paysan qui rentre de Moscou, où il est allé voir son maître pour faire diminuer sa redevance : ce dernier a refusé. Il a eu beau lui expliquer qu’après le décès de son fils, il ne pouvait plus assumer seul la redevance, le maître l'a renvoyé. La seule consolation de Blaise, c’est de penser que n’ayant rien, on ne pourra pas lui prendre quoi que ce soit.

## Édition française
- L'Eau de Framboise, traduit par Ely Halpérine-Kaminsky, dans Récits d'un chasseur, Paris, Éditions Albin Michel, 1893.
- L'Eau de framboise, traduit par Françoise Flamant, Éditions Gallimard, Bibliothèque de la Pléiade, 1981  (ISBN 978 2 07 010980 7).